# Eustachys bahiensis
Eustachys bahiensis là một loài thực vật có hoa trong họ Hòa thảo. Loài này được (Steud.) Herter mô tả khoa học đầu tiên năm 1941.